# Von Hohenberg

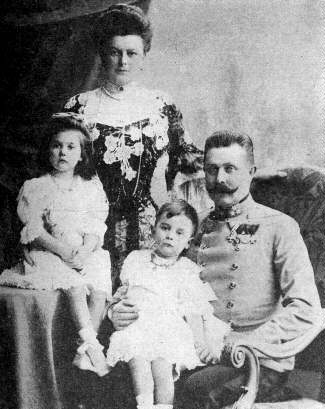
Aartshertog Franz-Ferdinand van Oostenrijk (rechts) met familie

Von Hohenberg is een sinds 1900 Oostenrijks vorstelijk en hertogelijk geslacht.

## Geschiedenis
Bij diploma van 8 augustus 1900 werd Sophie Gräfin Chotek von Chotkowa und Wognin (1868-1914), echtgenote van kroonprins Franz-Ferdinand van Oostenrijk (1863-1914) in de Oostenrijkse vorstenstand verheven onder de naam von Hohenberg. In 1905 verkreeg zij het predicaat Doorluchtigheid en in 1909 de persoonlijke titel van hertogin met het predicaat Hoogheid. In 1917 werd de titel van hertog verleend bij eerstgeboorte met het predicaat Hoogheid.

## Enkele telgen
Sophie Gräfin Chotek von Chotkowa und Wognin, Herzogin von Hohenberg (1868-1914), echtgenote van kroonprins Franz-Ferdinand van Oostenrijk (1863-1914)
- Sophie Fürstin von Hohenberg (1901-1990)
- Maximiliaan Herzog von Hohenberg (1902-1962)
  - Franz Ferdinand Herzog von Hohenberg (1927-1977); trouwde in 1956 met Elisabeth van Luxemburg (1922-2011)
  - Georg Herzog von Hohenberg (1929-2019), Oostenrijks diplomaat
    - Nikolaus hertog von Hohenberg (1961), chef van het Huis Hohenberg

  - Albrecht Fürst von Hohenberg (1931-2021); trouwde in 1962 met Leontine Gräfin von Cassis-Faraone (1933), dochter van Leo Graf von Cassis-Faraone (1894-1952) en Flora Fentener van Vlissingen (1909-2003), lid van de familie Van Vlissingen
    - Johanna Fürstin von Hohenberg (1966); trouwde in 1995 met Andreas Graf Henckel von Donnersmarck (1959), lid van de familie Henckel von Donnersmarck
- Ernst Fürst von Hohenberg (1904-1954)